# Mary Poppins (film)
Mary Poppins è un film del 1964 diretto da Robert Stevenson e basato sull'omonima serie di romanzi scritti da Pamela Lyndon Travers. Vede il debutto cinematografico di Julie Andrews, nella parte della bambinaia magica Mary Poppins, che visita una famiglia disfunzionale a Londra e usa il suo stile di vita unico per migliorare le dinamiche familiari.
Il film è uscito nelle sale statunitensi il 27 agosto 1964, con grande successo di pubblico, incassando 31 milioni di dollari al momento della sua uscita originale, e ha ricevuto il plauso universale della critica cinematografica. Inoltre, ricevette tredici candidature ai Premi Oscar 1965, vincendone cinque: miglior attrice protagonista per Julie Andrews, miglior montaggio, migliori effetti speciali, miglior colonna sonora originale e miglior canzone originale per Chim Chim Cher-ee. 
È considerato "il coronamento del sogno di Walt Disney" e l'unico film live-action prodotto da Disney ad aver avuto una candidatura al Premio Oscar come miglior film durante la sua vita. Nel 2013 è stato aggiunto nel National Film Registry dalla Biblioteca del Congresso in quanto "culturalmente, storicamente o esteticamente significativo".
Un dramma biografico basato sul film, Saving Mr. Banks, è uscito nel 2013, e un sequel, Il ritorno di Mary Poppins, è uscito nel 2018.

## Trama

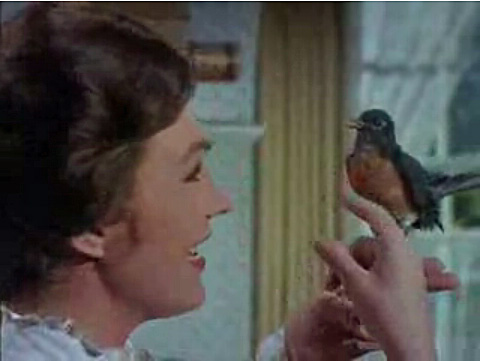
Mary Poppins mentre canta Basta un poco di zucchero e la pillola va giù, duettando con un pettirosso

Londra, 1906. Bert, un uomo tuttofare, è tra le altre cose un uomo orchestra di strada. Una sua buffa esibizione viene interrotta dal vento dell'Est, che gli fa pensare che qualcosa di "strano" stia per accadere. Egli conduce quindi lo spettatore "errante" verso Viale dei Ciliegi, passando davanti all'insolita dimora del puntualissimo Ammiraglio Boom.
Al numero 17 di Viale dei Ciliegi, George Banks, integerrimo bancario di Londra, gestisce la propria casa in maniera ferrea e precisa pretendendo sempre che le cose funzionino perfettamente. Le improvvise dimissioni della governante, tata Katie, causate dai due vivaci figli, Jane e Michael, portano la famiglia Banks a scegliere una nuova governante. Dubitando che la sbadata moglie e suffragetta Winifred sia in grado di trovare per l'ennesima volta una tata efficiente, George fa pubblicare un annuncio sul Times coi requisiti che una governante dovrebbe avere a suo parere. Anche Jane e Michael, rammaricati per il dispiacere provocato al padre, scrivono un loro annuncio nel quale decantano la loro tata ideale: il signor Banks, indispettito, straccia la loro lettera e la getta nel caminetto. I brandelli della lettera, però, a sua insaputa, risalgono magicamente la canna fumaria per poi volare via.
Il giorno dopo, alle 8 in punto, una lunga fila di nuove governanti attende di venire esaminata dal signor Banks. Si alza però d'improvviso un forte vento da est che spazza via tutte le candidate; al loro posto, planando con un ombrello, scende dal cielo la magica tata Mary Poppins, dall'apparenza inappuntabile e gradevole. La donna fa il suo ingresso nella casa presentando come annuncio al quale ha risposto la lettera di Jane e Michael (che ha chiaramente attirato a sé dalla canna fumaria), sbalordendo il signor Banks. In un'inversione di ruoli, sarà proprio Mary Poppins a esaminare il datore di lavoro e a comunicare che farà un periodo di prova di una settimana, per poi decidere se accettare il posto.

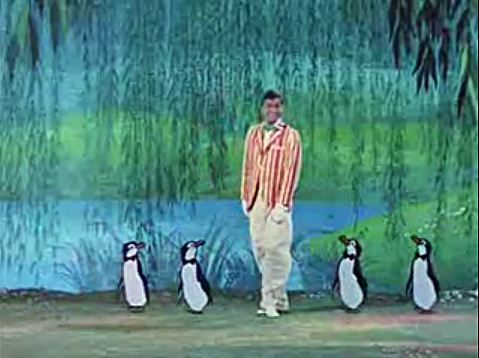
Bert mentre balla con i pinguini dentro il suo disegno

Durante il periodo di prova, con grande gioia di Jane e Michael, la benevola magia della tata inizia a pervadere il loro ambiente insegnando loro importanti lezioni, come tramite il gioco "Chi ben comincia è a metà dell'opera", durante il quale Mary Poppins intona la celeberrima canzone "Un poco di zucchero" per aiutare i bambini a capire che gli impegni si possono affrontare anche con gioia. Durante la loro passeggiata verso il parco, incontrano Bert, divenuto un pittore di strada, che li invita a fare una magica gita all'interno dei suoi disegni a gesso: giocheranno su di una giostra carosello, Mary e Bert passeggeranno insieme fino a un piccolo bar dove prenderanno un tè accompagnati da dei pinguini danzanti, parteciperanno a una strana caccia alla volpe e a una corsa con i cavalli, a cui Mary Poppins si classificherà prima. Il divertimento, purtroppo, si interrompe quando la pioggia lava via i disegni dal marciapiede, costringendoli a tornare a casa. I bambini si sono ormai affezionati molto alla tata e vorrebbero che restasse con loro per sempre, ma Mary Poppins fa loro presente che purtroppo dovrà andarsene quando cambierà il vento. Il giorno successivo, fanno conoscenza con Albert, lo strambo zio di Mary, affetto da una forte "ridarella" che lo porta a galleggiare in aria; anche i bambini ne verranno contagiati, con disapprovazione della tata, e finiranno per bere un tè sul soffitto della sua casa.
Le mirabolanti e divertenti iniziative di Mary Poppins nei confronti di Jane e Michael non sono viste di buon occhio dal signor Banks, il quale la rimprovera ritenendo i metodi troppo frivoli e dunque non adatti per i suoi figli: egli vuole che ricevano un'educazione rigida e severa, prendendo come esempio i suoi princìpii e valori. Per questo, con cortese ma abile astuzia, Mary Poppins lo convince a portare con sé i figli a visitare la banca in cui lui lavora, affinché osservino le regole ferree e precise da lui preferite.
Durante il tragitto, i bambini e il padre incontrano presso la Cattedrale di St. Paul la "signora dei piccioni", di cui Mary Poppins aveva narrato loro tramite una ninna nanna. Michael vorrebbe farle la carità donandole i due penny da lui risparmiati, ma George non glielo permette e lo porta in banca come da programma, cercando di convincerlo insieme al direttore, il decrepito signor Dawes Sr., a depositare lì il suo denaro con l'ingannevole promessa che ciò lo farà diventare ricco. Jane e Michael sono spaventati da quel mondo avido e quando Dawes Sr. tenta di impossessarsi dei penny di Michael ne scatta un alterco che fa credere agli altri utenti che la banca non vuole restituire il loro denaro; ciò provoca un vero e proprio assalto agli sportelli, con gli impiegati costretti a chiuderli per evitare che l'istituto vada in bancarotta. I due bambini riescono a fuggire, ancora scossi e impauriti per l'accaduto, ma fortunatamente incontrano Bert, che ora lavora come spazzacamino; l'uomo, con tatto e gentilezza, li spinge a riflettere sul peso delle responsabilità che il loro padre, da uomo adulto, deve penosamente affrontare da solo pur di badare alla propria famiglia. Li riaccompagna così a casa, dove la signora Banks, non avendo tempo per badare ai bambini, lo esorta a lavorare sul loro caminetto; nella curiosità, i bambini vengono aspirati dalla canna fumaria, finendo su per i tetti. Quando a loro si unisce anche Mary Poppins, tutto ciò si trasformerà in una splendida passeggiata notturna sui tetti di Londra; infine, il quartetto verrà raggiunto dagli amici spazzacamini di Bert, tra canti e danze.
Un attacco pirotecnico dell'ammiraglio Boom, che scambia gli spazzacamini per degli ottentotti, obbliga la comitiva a continuare la celebrazione nel salotto di casa Banks, coinvolgendo nelle danze Winifred e le domestiche. Anche George Banks, una volta tornato a casa, viene accolto in trionfo a sua volta dagli amici di Bert; quando poi l'uomo cerca di rimproverare i bambini e la tata, appena gli spazzacamini se ne sono andati, Mary lo zittisce con una non-risposta atta a rammentargli velatamente di non avere abbastanza affetto da dare ai suoi figli. Nello stesso istante, arriva una telefonata dalla banca: George viene ritenuto responsabile per il parapiglia causato quella mattina dai suoi figli e Dawes Sr. lo convoca per fargliene rendere conto. 
Capendo che hanno intenzione di licenziarlo, l'uomo si lamenta con Bert che da quando Mary Poppins è arrivata nella loro vita tutto ha iniziato ad andare storto, rovinando la sua tranquilla esistenza. Tuttavia, Bert, che comunque poche ore prima lo aveva difeso agli occhi dei suoi figli, gli fa gentilmente capire che la sua vita era perfetta solo in apparenza. Infatti il motivo per cui ha chiamato Mary Poppins era proprio perché la sua ossessione per il lavoro lo ha portato ad abbandonare Jane e Michael a loro stessi, privandoli di una figura di riferimento e dell'affetto paterno. 
Prima che possa dirigersi verso la banca, i figli gli consegnano i due penny risparmiati, scusandosi di avergli procurato tanti guai e sperando che tutto possa sistemarsi. Commosso, il signor Banks si incontra poco dopo con il direttore e tutti i dirigenti. I quali non solo lo licenziano, ma lo umiliano rovinandogli l'uniforme e anche l'ombrello. Quando gli viene chiesto se abbia qualcosa da dire, il signor Banks sorprendentemente si mette a ridere tra lo sconcerto dei suoi colleghi, per poi raccontare al signor Dawes una barzelletta raccontatagli da Michael, consegnargli i penny del figlio e andarsene, dichiarando di essere ora libero di stare con i figli e fare tutte le cose che finora si era vietato, cantando allegramente. Confuso dal comportamento del signor Banks, Dawes Sr. capisce la barzelletta raccontatagli e comincia anche lui a ridere senza controllo, fluttuando in aria come lo zio Albert.
Il vento, nel frattempo, è cambiato e il mattino dopo Mary Poppins si accinge ad andarsene, con immensa tristezza di Michael e Jane, che lei congeda con fare stranamente freddo e distaccato. In quel momento, però, George torna a casa, completamente cambiato. Dopo aver riparato l'aquilone trovato nel parco, esce a farlo volare con la famiglia, insieme a tutti gli altri ragazzi del quartiere, che approfittano della brezza. Lì ritrova anche i dirigenti della banca (anch'essi intenti a dilettarsi nel fare volare gli aquiloni), i quali lo reintegrano dopo la morte del signor Dawes Sr., stroncato dal troppo ridere, dandogli anche una promozione per aver reso così felice, dopo tanti anni, l'ormai defunto direttore.
Mentre Jane e Michael, che finalmente hanno una famiglia unita e felice, fanno volare l'aquilone assieme ai loro genitori, Mary Poppins li osserva prima di partire senza salutarli. La tata è felice di aver riportato la gioia in un'altra casa, sebbene sia triste di doverli lasciare. Librandosi in volo col suo ombrello, prosegue il proprio viaggio per recarsi dove è necessaria la sua presenza, salutata da Bert, che ora vende aquiloni e che confida di rivederla presto.

## Personaggi
La protagonista del film è Mary Poppins - una magica tata che arriva al numero 17 del Viale dei Ciliegi, volando giù dal cielo durante una giornata col vento che soffia da est, attaccata a un ombrello nero con il manico a forma di testa di pappagallo parlante - che si occupa dei fratelli Jane e Michael Banks nel momento di maggior difficoltà della famiglia. I ragazzi infatti hanno mandato via tata Katie, l'ultima di una lunga lista di istitutrici. Non si sa esattamente dove vive Mary Poppins, ma si presume che viva fuori dal tempo, il che significa che apparentemente non invecchia. Tuttavia, all'inizio del film la si vede seduta su una nuvola sopra Londra. Ha un amico di nome Bert e uno zio di nome Albert (anche se non è chiaro se sia un suo parente di sangue, poiché anche altri lo chiamano "zio Albert"), che vivono entrambi a Londra nel periodo edoardiano. Descritta come "praticamente perfetta", è forte nell'uso dell'autorità e piuttosto severa come tata, ma anche gentile e premurosa, un netto distacco dai libri originali, in cui era più severa e pomposa.
Il padre dei bambini, George Banks, lavora alla banca di Londra da molti anni. Severo, ambizioso, determinato, disciplinato e pragmatico, ma non malvagio, non ha tempo da dedicare ai suoi figli e crede che essi devono essere preparati alla vita adulta fin da piccoli, piuttosto che essere lasciati liberi a divertirsi, poiché ritiene che il divertimento sia una cosa inutile, e ciò lo rende anche un marito e un padre distante. Inoltre, respinge con insensibilità il voto alle donne in cui è coinvolta sua moglie, Winifred, poiché la sua causa lo fa infuriare. Tuttavia, quando viene licenziato, invece di essere rattristato, diventa un padre di famiglia molto più libero, premuroso e devoto.
La moglie di George e madre dei bambini, Winifred Banks, è una suffragetta che partecipa a molte manifestazioni sull'emancipazione femminile, ma è talmente assorbita dalle sue riunioni e proteste che trascura i figli, anche se non intenzionalmente. Tuttavia, si dimostra leggermente più premurosa e attenta nei loro confronti rispetto al marito, a cui è comunque devota, sebbene la trascuri involontariamente come i figli.
Il deuteragonista del film è Bert, un tuttofare londinese e amico intimo di Mary Poppins, completamente assuefatto dalla sua magia. Le loro interazioni giocose lasciano intendere che si conosco da molto tempo e che questo tipo di storia platonica si è ripetuta più volte (anche se ci sono indizi che suggeriscono un interesse più romantico tra loro). Etichettato da Mary Poppins come "l'uomo più simpatico del mondo", è incredibilmente energico, accomodante, composto, galante e positivo. Bert svolge almeno quattro mestieri saltuari all'interno del film: un uomo orchestra, un artista con i gessetti da marciapiede, uno spazzacamino e un venditore di aquiloni.
I figli dei Banks, Jane e Michael, sono birichini e si comportano male nel tentativo di attirare l'attenzione dei genitori. Jane, la sorella maggiore, è spesso descritta come vivace, giocosa, incline allo snobismo, intelligente e curiosa, mentre il metro a nastro di Mary Poppins la descrive come piuttosto incline al riso e molto disordinata. Michael, il fratello minore, è descritto come amichevole, giocoso, impertinente, eccitabile e birichino, e il metro a nastro di Mary Poppins lo descrive come estremamente ostinato e sospettoso.
Altri personaggi compaiono nel film, con un ruolo secondario, come lo zio di Mary Poppins, Albert, che ogni volta che ride di gusto si solleva dal suolo e non riesce a scendere, se non pensando a cose tristi; la vecchietta dei piccioni, che vive sulla scalinata della cattedrale di St. Paul e vende dei sacchetti di briciole ai passanti per sfamare gli uccellini.
La banca di Londra è gestita dal signor Dawes e da suo figlio, il signor Dawes Jr., che sono i superiori di George Banks. Il signor Dawes padre è il presidente della banca, considerato un gigante nel mondo della finanza. È un uomo molto anziano, avido, serio e molto pratico. Il figlio, il signor Dawes Jr., è uno dei membri del consiglio di amministrazione della banca. Entrambi possono essere etichettati come gli antagonisti del film, in quanto costringono Michael a dare loro i suoi due penny, e licenziano George, ma che dopo aver raccontato una barzelletta al signor Dawes padre, che muore dalle risate, viene riassunto come socio dal figlio.
Nel Viale dei Ciliegi abitano anche l'ammiraglio Boom, ex della Marina di Sua Maestà imperiale, che ogni ora spara dal suo cannone per segnare l'ora; la signorina Lark, con il suo cane Andrew e la signora Corry con le sue figlie, Anne e Fanny, che posseggono un negozio di pan pepato. A casa dei Banks lavorano Ellen, la cameriera, e Mrs. Brill, la cuoca.

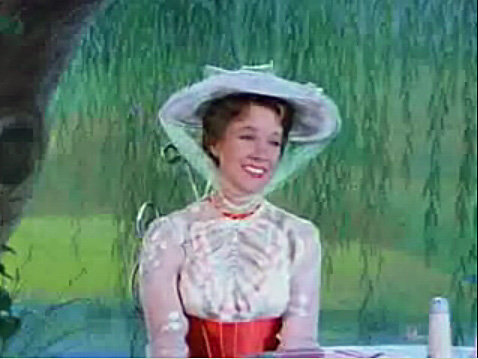
Mary Poppins, interpretata da Julie Andrews
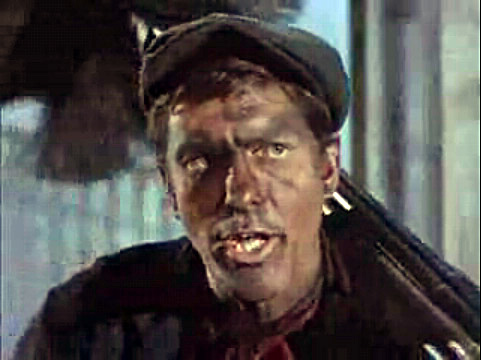
Bert, interpretato da Dick Van Dyke
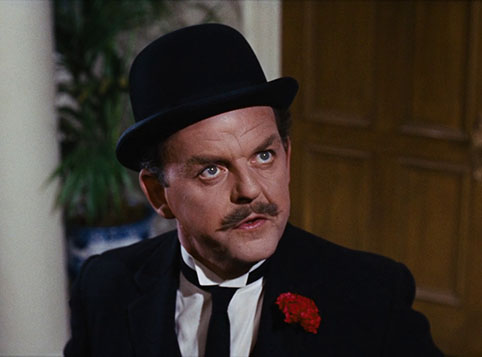
Il signor Banks, interpretato da David Tomlinson
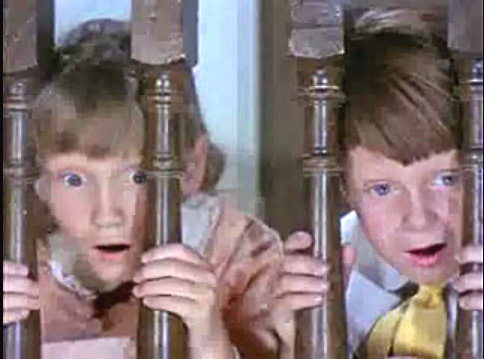
Jane e Michael Banks, interpretati da Karen Dotrice e Matthew Garber

## Produzione

### Sviluppo
Nel 1934, P. L. Travers, pseudonimo dell'australiana Helen Lyndon Goff, pubblica il romanzo Mary Poppins, che narra la storia della magica tata volante che scende dal cielo per aiutare la famiglia Banks. Nel 1935 fu pubblicato il seguito, a cui seguiranno altri sei romanzi, pubblicati fino al 1988. Il primo romanzo, però, è la base principale da cui è stato tratto il film.
Secondo la storia narrata in Saving Mr. Banks e dai contenuti speciali del DVD in edizione speciale del 2004, la figlia di Walt Disney, Diane, si innamorò dei libri della serie e fece promettere al padre di produrre un film con base i suoi amati libri. Un primo tentativo di Disney di comprare i diritti da Travers venne effettuato nel 1938, ma tale proposta venne rifiutata dalla scrittrice, convinta che una versione cinematografica dei suoi libri non avrebbe reso giustizia alla sua creazione. Disney provò per più di vent'anni a convincere Travers a produrre un film di Mary Poppins, riuscendovi solamente nel 1961, anche se la scrittrice domandò per ottenere il diritto di approvare la sceneggiatura del film. I fratelli Sherman composero la colonna sonora e aiutarono la stesura del copione, suggerendo di spostare le vicende dagli anni trenta all'età edoardiana. La pre-produzione e la composizione delle canzoni richiese due anni.
Travers svolse il ruolo di consulente durante la stesura del copione del film. La scrittrice non approvò però il modo in cui il carattere di Mary Poppins, nel libro severa e dura, venne "diluito", facendola diventare dolce e amorevole. Ebbe da ridire anche riguardo alle canzoni, che per lei erano troppe, e odiò anche le sequenze animate che compaiono in più punti del film. La scrittrice obiettò anche riguardo ad altri aspetti, che vennero di fatto messi nel film. Al posto delle canzoni originali, ad esempio, ella voleva che la musica rispecchiasse le caratteristiche dell'età edoardiana, in cui è ambientata la storia. Una delle cose su cui Travers era irremovibile era la presenza del colore rosso nel film, che lei voleva eliminare in qualsiasi scena. Alla fine, Disney le porse troppe regole, così lei fu obbligata ad accettare il contratto. Molte parti della corrispondenza tra Disney e Travers fanno parte della collezione presente nella biblioteca di New South Wales, in Australia. La relazione tra i due è scritta in dettaglio nella biografia della Travers Mary Poppins, She Wrote, di Valerie Lawson, base di due documentari sulla vita della scrittrice: La vera Mary Poppins e L'Ombra di Mary Poppins, quest'ultimo di Lisa Matthews.
La loro relazione durante la produzione di Mary Poppins è raccontata in versione drammatica nel film Saving Mr. Banks, prodotto dalla Walt Disney Pictures nel 2013.

### Riprese

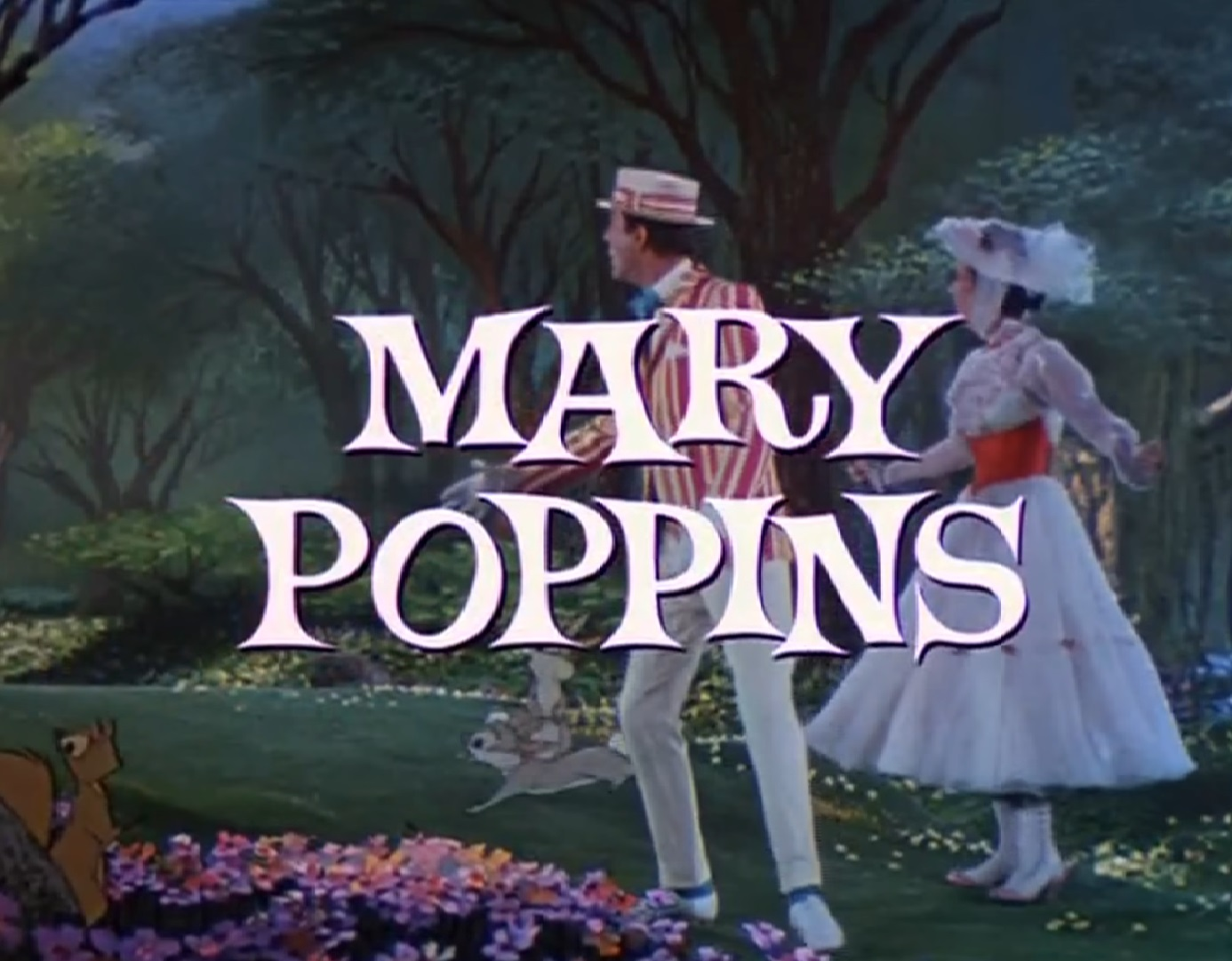
titolo tratto dal trailer originale del film

Le riprese del film sono state effettuate interamente presso i Walt Disney Studios di Burbank, California dal 6 maggio al 4 settembre 1963. Ogni scenario venne ricostruito dentro gli studi, comprese le viste di Londra dall'alto. Alcuni di questi disegni scartati, realizzati a mano, sono stati utilizzati per la ouverture del sequel del film.
I pinguini che servono il tè a Mary Poppins e Bert sono stati doppiati, nella versione originale, da James MacDonald, che cura anche gli effetti sonori del film.
David Tomlinson recitò con un paio di baffi finti per volontà di Walt Disney.

### Casting

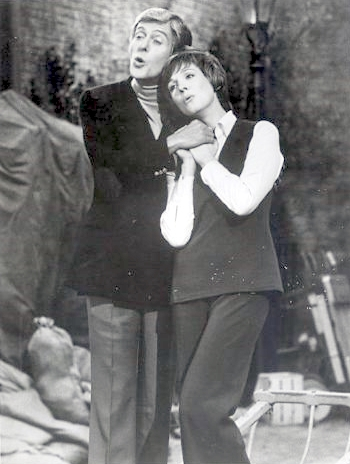
Julie Andrews e Dick Van Dyke, riuniti nel film per la televisione Julie and Dick at Covent Garden (1974), diretto dal marito della Andrews, Blake Edwards

Le altre attrici considerate per la parte di Mary Poppins furono Bette Davis, Julie Harris e Angela Lansbury. Julie Andrews accettò di interpretare Mary Poppins solo dopo che Jack Warner dette a Audrey Hepburn il ruolo da protagonista nel film My Fair Lady, nonostante fosse la Andrews a interpretare Eliza Doolittle nel musical originale di Broadway.
Quando Disney si avvicinò per la prima volta alla Andrews per assumerla, ella era incinta di tre mesi e quindi era dubbiosa sull'accettare il ruolo. Disney le assicurò che le riprese sarebbero iniziate solo dopo il parto, in modo che lei potesse recitare la parte.
La Disney offrì la parte di Bert a Dick Van Dyke dopo averlo visto nel The Dick Van Dyke Show. Egli ottenne la parte nonostante l'autrice del libro non lo ritenesse adatto per il ruolo. Furono presi in considerazione anche Laurence Harvey, Anthony Newley, Fred Astaire e Cary Grant. Dopo aver ottenuto il ruolo, Van Dyke chiese di recitare anche la parte del Sig. Dawes Padre, ma Disney pensava fosse troppo giovane per questo. Comunque, Van Dyke ottenne la parte. Nonostante egli sia famoso principalmente per questo film, il tentativo di Van Dyke di riprodurre un accento Cockney è etichettato come uno dei peggiori accenti della storia del cinema, citato da attori come una cosa da evitare.
In un sondaggio del 2003 della rivista cinematografica britannica Empire, che racchiudeva i peggiori accenti della storia del cinema, Van Dyke è arrivato secondo, e disse che il suo maestro di accenti era l'inglese J. Pat O'Malley, che "non fece un accento migliore del mio". Nel 2017, Van Dyke venne scelto per ricevere un premio per il suo lavoro nella televisione dalla British Academy of Film and Television Arts, meglio conosciuto come premio BAFTA, occasione in cui disse: "Apprezzo quest'opportunità per scusarmi con i membri della BAFTA per aver inflitto loro il peggior accento Cockney della storia del cinema", al che un amministratore delegato dell'associazione rispose: "Attendiamo con impazienza il suo discorso di accettazione, con qualsiasi accento egli scelga durante la notte. Non abbiamo dubbi che sarà supercalifragilistichespiralidoso."

## Colonna sonora

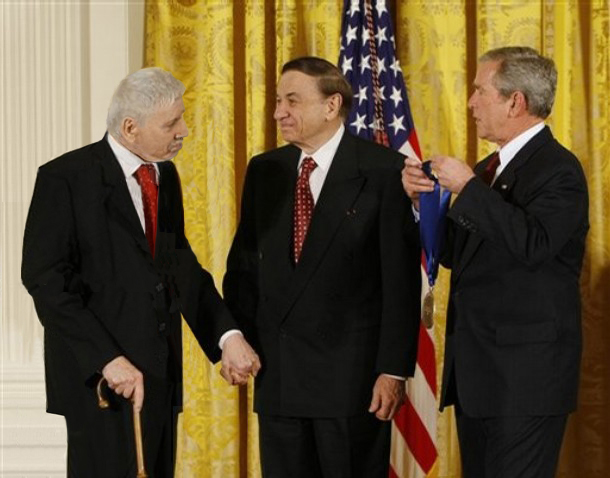
I fratelli Sherman il 17 novembre 2008 mentre ricevono la National Medal of Arts dall'allora presidente degli Stati Uniti George W. Bush

La colonna sonora del film Mary Poppins è stata composta da Richard M. Sherman, Robert B. Sherman e Irwin Kostal, ha raggiunto la prima posizione nella Billboard 200 per 14 settimane ed è stata vincitrice di un Oscar, un Golden Globe e di un Grammy Award nel 1965. Nell'edizione del 1965 dei premi Oscar, il film si aggiudica anche il premio come miglior canzone originale per Cam-Caminì.

### Canzoni eliminate
Altre canzoni vennero scritte apposta per il film dai fratelli Sherman, ma vennero scartate a causa di motivi di tempo, come The Chimpanzoo, Practically Perfect e Mary Poppins Melody. Richard Sherman, nell'edizione speciale del 2004 del DVD, disse che vennero scritte più di altre trenta canzoni nelle fasi di preparazione del film. Nessuna registrazione da parte del cast venne pubblicata, ma solamente versioni incise dai compositori. Alcune delle canzoni sono state poi utilizzate in altri progetti della Disney, mentre altre sono state riutilizzate nel musical di Broadway.

### Special Edition (2004)
La colonna sonora di Mary Poppins viene ripubblicata ufficialmente il 16 novembre 2004, in un'edizione speciale di due CD, per celebrare il 40º anniversario, conseguentemente alla pubblicazione del film in DVD che ha la stessa immagine di copertina.
- 2004 – Walt Disney's Mary Poppins "Special Edition".

### Edizione italiana
Supercalifragilistichespiralidoso e le altre canzoni in originale cantate da Julie Andrews, in italiano furono cantate da Tina Centi.
La versione italiana della colonna sonora del film Mary Poppins è stata pubblicata anche in CD, nel 1995 dalla Sony Music.
Una seconda ristampa della colonna sonora viene pubblicata il 18 maggio 2018.
- 1995 – Mary Poppins – Colonna sonora originale (Walt Disney Records/Sony Music)

### Edizione speciale anniversario 50 anni – Disney Legacy Collection
Nel 2014, in occasione dei 50 anni dall'uscita del film, Disney ha deciso di ripubblicare la colonna sonora in edizione speciale di tre dischi. Il cofanetto, oltre alla colonna sonora del film, contiene numerose tracce in versione demo ed estratti audio dall'incontro tra l'autrice Pamela Lyndon Travers, Don DaGradi e i fratelli Sherman (autori delle musiche). Il tutto racchiuso in un'edizione a libro con una nuova e inedita illustrazione di Lorelay Bove.

## Distribuzione
Mary Poppins ha tenuto la sua première americana il 27 agosto 1964, al Grauman's Chinese Theatre di Los Angeles. Alla prima non fu invitata la Travers, ma decise di andarci lo stesso e ottenere un invito da Walt Disney. Nell'after-party, Richard Sherman ricordò che la Travers andò da Disney e gridò che la parte animata andava scartata dal film, ma lui disse: "Pamela, la nave è partita", e se ne andò.

### Data di uscita
Il film è uscito nelle sale statunitensi il 27 agosto 1964, mentre in Italia il 2 ottobre 1965.

### Edizione italiana
La versione italiana del film è stata curata da Roberto De Leonardis, dialoghista del film e paroliere delle canzoni con il nome di Pertitas insieme con Antonio Amurri; il doppiaggio venne eseguito dalla C.D.C. negli stabilimenti Fono Roma sotto la direzione di Giulio Panicali. La direzione musicale del film venne affidata a Pietro Carapellucci e Alberto Brandi.

### Edizioni Home video
Il film Mary Poppins è stato pubblicato sia in VHS sia in DVD. La versione VHS uscì in diverse edizioni e riedizioni con copertine quasi sempre diverse tra loro. Nel 1999, in occasione del 35º anniversario del film, il VHS di Mary Poppins fu distribuito anche in un cofanetto in tiratura limitata assieme alla videocassetta del classico Disney Lo scrigno delle sette perle. Mary Poppins è stato anche uno dei primi film Disney a essere distribuito in DVD nel 1999 per la Disney Italia dalla Warner Home video. Un anno dopo la Buena Vista distribuirà la sua versione DVD del film, con disco uguale a quello dell'edizione Warner. Nel 2004 il film è uscito anche in una edizione speciale DVD a due dischi e, in occasione del 40º anniversario del film, la pellicola è stata completamente restaurata in digitale. Nel 2013 esce una nuova edizione speciale del film in DVD e per la prima volta anche in Blu-ray Disc. Ricordiamo inoltre che il film fu pubblicato in DVD anche in una versione da 169 minuti.
In Italia il film è uscito in VHS nel 1985, nel 1989 (mantenendo sempre la data 1985 in copertina), nel 1999 e nel 2004; è stato pubblicato in DVD nel 2004 e nel 2014, e in BD nel 2014. In Italia nell'ottobre 2017 esce in DVD e Blu-ray nell'edizione Special Pack con una copertina grafica nuova, il DVD include anche il cartonato con il titolo in rilievo argento, mentre il Blu-ray manca di cartonato, gli audio i sottotitoli e contenuti extra sono diversi tra il DVD e Blu-ray, l'altra differenza è il retro del DVD e Blu-ray, nel retro del DVD è presente in piccolo la locandina di una delle edizioni simili alla Special Edition e al 45th Anniversary Edition, mentre nel retro del Blu-ray è presente in piccolo la locandina dell'edizione 50th Anniversary Edition.

## Accoglienza

### Incassi
Il film ha incassato 31 milioni di dollari nel Nord America nella sua edizione iniziale. È stato poi ripubblicato in sala nel 1973, in onore del 50º anniversario della Walt Disney Productions, e ha incassato circa 9 milioni di dollari, sempre nel Nord America, incassando complessivamente 102272727 $. Fu riproposto nei cinema nel 1980, dove incassò altri 14 milioni di dollari. Mary Poppins è stato il ventesimo più popolare film musicale del ventesimo secolo nel Regno Unito con un incasso di 14 milioni.
Mary Poppins è stato molto redditizio per la Walt Disney Company, e, realizzato con un budget stimato di $ 4,4-6 milioni, Walt Disney ha utilizzato i suoi enormi profitti dal film per acquistare terreni nella Florida centrale e finanziare la costruzione di Walt Disney World.

### Critica
Mary Poppins ha ricevuto critiche positive dai critici di tutto il mondo. Il sito Rotten Tomatoes riporta una lista, in cui il film è incluso, che racchiude tutti i film da essi valutati col 96% di voti positivi, basati su 56 recensioni con una media complessiva di 8,3/10. Su Metacritic, il film ha ottenuto un punteggio di 88 su 100 basato su 13 recensioni.
Il magazine Variety ha apprezzato le sequenze musicali del film, soprattutto quelle di Van Dyke e della Andrews. Il magazine Time ha lodato il film dicendo: "I set sono esuberanti, le canzoni ben ritmate, lo scenario spiritoso ma impeccabilmente sentimentale, e il cast di supporto è perfetto."

## Riconoscimenti
- 1965 – Premio Oscar[34]
  - Miglior attrice protagonista a Julie Andrews
  - Miglior montaggio a Cotton Warburton
  - Migliori effetti speciali a Peter Ellenshaw, Hamilton Luske e Eustace Lycett
  - Miglior colonna sonora a Richard M. Sherman e Robert B. Sherman
  - Miglior canzone (Chim Chim Cher-ee) a Richard M. Sherman e Robert B. Sherman
  - Candidatura Miglior film a Walt Disney e Bill Walsh
  - Candidatura Migliore regia a Robert Stevenson
  - Candidatura Migliore sceneggiatura non originale a Bill Walsh e Don DaGradi
  - Candidatura Migliore fotografia a Edward Colman
  - Candidatura Migliore scenografia a Carroll Clark, William H. Tuntke, Emile Kuri e Hal Gausman
  - Candidatura Migliori costumi a Tony Walton
  - Candidatura Miglior sonoro a Robert O. Cook
  - Candidatura Miglior colonna sonora adattata a Irwin Kostal
- 1965 – Golden Globe[35]
  - Miglior attrice in un film commedia o musicale a Julie Andrews
  - Candidatura Miglior film commedia o musicale
  - Candidatura Miglior attore in un film commedia o musicale a Dick Van Dyke
  - Candidatura Miglior colonna sonora a Richard M. Sherman e Robert B. Sherman
- 1965 – Premio BAFTA
  - Miglior attrice debuttante a Julie Andrews
- 1964 - New York Film Critics Circle Award
  - Candidatura Miglior attrice protagonista a Julie Andrews
- 1965 – Grammy Award[36]
  - Miglior colonna sonora a Richard M. Sherman e Robert B. Sherman
  - Miglior registro per bambini
- 1965 – Eddie Award
  - Miglior montaggio a Cotton Warburton
- 1965 – DGA Award
  - Candidatura Miglior regia a Robert Stevenson
- 1965 – Laurel Award
  - Miglior film
  - Miglior performance da non protagonista a Glynis Johns
  - Miglior performance musicale femminile a Julie Andrews
  - Miglior canzone (Chim Chim Cher-ee) a Richard M. Sherman e Robert B. Sherman
  - Candidatura Miglior performance musicale maschile a Dick Van Dyke
- 1965 – WGA Award
  - Miglior sceneggiatura a Bill Walsh e Don DaGradi
- 1966 – Blue Ribbon Award
  - Miglior film straniero a Robert Stevenson
- 2013 - Online Film & Television Association
  - Miglior film
  - Miglior personaggio (Mary Poppins) a Julie Andrews
  - Miglior canzone (Supercalifragilisticexpialidocious)
- 1964 - Boxoffice Magazine Awards
  - Miglior film del mese di Novembre per tutta la famiglia a Robert Stevenson

Nel 2013 è stato scelto per essere conservato nel National Film Registry della Biblioteca del Congresso degli Stati Uniti d'America.

## Cortometraggio
Nel 2004, per celebrare il 40º anniversario del film, viene girato un cortometraggio, Il gatto che guardò il re, tratto da Mary Poppins apre la porta e con protagonista Julie Andrews. Questo cortometraggio è presente nel DVD dell'edizione del 40º anniversario.

## Saving Mr. Banks
Nel 2013 la Disney realizzò un film sulle origini del film e della battaglia dei diritti che Walt Disney ha dovuto affrontare con la scrittrice del libro P. L. Travers. Il film fu diretto da John Lee Hancock.

## Sequel
Il 19 dicembre 2018 nei cinema statunitensi è uscito il sequel del film intitolato Il ritorno di Mary Poppins (Mary Poppins Returns) diretto da Rob Marshall con Emily Blunt nel ruolo di Mary Poppins. Nei cinema italiani è uscito il 20 dicembre.